# Genevilla
Genevilla és un municipi de Navarra, a la comarca d'Estella Occidental, dins la merindad d'Estella. Limita al nord amb Bernedo i Kanpezu, i al sud amb Cabredo i Aguilar de Codés.

## Demografia
| Evolució demogràfica                                 | Evolució demogràfica | Evolució demogràfica | Evolució demogràfica | Evolució demogràfica | Evolució demogràfica | Evolució demogràfica | Evolució demogràfica | Evolució demogràfica | Evolució demogràfica | Evolució demogràfica |
| 1996                                                 | 1998                 | 1999                 | 2000                 | 2001                 | 2002                 | 2003                 | 2004                 | 2005                 | 2006                 | 2007                 |
| ---------------------------------------------------- | -------------------- | -------------------- | -------------------- | -------------------- | -------------------- | -------------------- | -------------------- | -------------------- | -------------------- | -------------------- |
| 127                                                  | 127                  | 125                  | 116                  | 123                  | 124                  | 112                  | 105                  | 112                  | 106                  | 100                  |
| Fonts: Genevilla i Institut d'Estadística de Navarra |                      |                      |                      |                      |                      |                      |                      |                      |                      |                      |